# Renocila plesiopi
Renocila plesiopi är en kräftdjursart som beskrevs av Bruce 1987. Renocila plesiopi ingår i släktet Renocila och familjen Cymothoidae. Inga underarter finns listade i Catalogue of Life.